# 死に筋
死に筋（しにすじ）とは、その時代・その社会で傍流かつ、人気のない商品を指す。対義語は売れ筋。

## 概要
死に筋とは、良く売れる商品に対して傍流かつ、需要が乏しくあまり多くが出ない同カテゴリー（ジャンル）の商品のことである。流行の去った商品や、あまりにありふれていて消費者の関心を引かなくなった商品などがこれに含まれる。一般的に、全商品の8割は死に筋の商品で、全体の2割程度の売り上げしか出さないといわれ、ことコモディティ化（どこの製品でも消費者にとっては大差ないこと）した製品では死に筋傾向も顕著である。
このため小売店は、利潤追求が目的であることから有限の売り場面積を有効に活用する上で、売れ筋の売り場面積を拡大し、死に筋の売り場面積を縮小し、さらには全廃してしまうのもやむを得ないことだといえる。その最も顕著なケースとしてはコンビニエンスストアのレイアウトが挙げられ、POSシステムで1日単位や1か月単位、シーズン毎や1年単位で厳密に売れ筋・死に筋・シーズン商品が区分けされ、2003年7月13日の日本経済新聞の特集によれば、500mlペットボトル入り清涼飲料水では新製品が1000種類出る中で売り上げ首位の1つ以外は全て死に筋として発売開始1か月以内に棚から外されているという。
ただ死に筋商品にも一定の需要があることから、商品としての取り扱いを完全に止めにくいという事情もあり、多くの小売店では売れ筋と死に筋の共存に苦慮している。例えば家電量販店では白物家電は娯楽家電と比べると明らかに商品の回転が悪い。しかし完全に売り場を削ってしまうとせっかく来店した客に失望感を与えかねず、このため店舗の隅などに冷遇されながらも白物家電売り場を維持し続けている。逆に電器店では変化の激しい売れ筋に対応せず、白物家電や生活家電といった定番商品を中心に品揃えして、地域の需要に対応している。

## 電子商取引と死に筋
電子商取引（広義の通信販売）では販売コストを抑えることができるために品種拡大がしやすく、死に筋商品にも販売者側などが予想もできないような需要が発生している（ロングテール）。
これら電子商取引では、
- 商品を展示するための売り場面積という制限がないため、商品を倉庫容積の限界まで品揃えできる
- 販売員などがいないため、人件費の抑制ができる
- 一般小売店のように地域に縛られない（地価の安いところで保管すればいい）
- リアル店舗がある場合でも、店舗を持たない地域からの需要も狙うことができる

･･･ため、ニッチ市場であっても十分にうまみのある商売として成立させられる。
例えば、夏場の携帯カイロやひざ掛けは冷房で体調を崩しやすい層に需要があり、過去の流行歌やレコードも団塊の世代やオーディオマニアを中心に根強い支持者層がみられ、マニアックな映像ソフトがおたく層に、珍奇な食材が愛好者層に…といった需要も見られ、またあまり売れずに絶版になった書籍ですら古書として売買されている。
さらにダウンロード販売ともなってくると、その運営には
- インターネットに接続されたデータサーバー等を設置する
- 販売に際して代金を徴収すると共に適正に管理できる仕組みを作る

などの準備が必要となるが、商品を販売するための在庫倉庫にあたるデータサーバーは
- 顧客が購入するのは元データのコピーであるためにいくらでも複製でき、運営者側が持つ商品の個数は最低限に抑えられる
- 取り扱うデータの量に関して地域に縛られない(上記)どころか、ストレージデバイスの性能向上(大容量化)が必要な容積を縮小させた

と言った背景から設置運営コストを押し下げることができ、また様々な技術的発展やスマートフォンないしタブレット端末の普及のような社会的な変化が市場を拡大させている。こういった事情に後押しされ、需要の少ないソフトウェアや非常にマイナーかつマニアック過ぎる歌謡曲、あるいは古過ぎてどこのレンタルビデオにも置いてないような映画なども人気を集めている。